# 英格伦弃兵
恩隆德弃兵，又稱查利克弃兵，是國際象棋開局兵開局的一種，走法為：1.d4 e5